# Cyperus aster
Cyperus aster är en halvgräsart som först beskrevs av Charles Baron Clarke och Henri Chermezon, och fick sitt nu gällande namn av Georg Kükenthal. Cyperus aster ingår i släktet papyrusar, och familjen halvgräs.

## Underarter
Arten delas in i följande underarter:
- C. a. aster
- C. a. biflorus